# Kireš (grad u Mađarskoj)
Kireš ili Kereša (mađ. Kiskőrös, nje. Körösch) je gradić u središnjoj Mađarskoj.
Zauzima površinu od 102,23 km četvornih.
Upravno je sjedište pripada kireške mikroregije.

## Zemljopisni položaj
Nalazi se u regiji Južni Alföld, na 46°37'13" sjeverne zemljopisne širine i 19°17'2" istočne zemljopisne dužine, u središtu Bačko-kiškunske županije, 22 km istočno od Dunava, 110 km južno od Budimpešte.
Prevladava kontinentalna klima uz veliki broj sunčanih sati godišnje, preko dvije tisuće.

## Povijest
Područje Kireša je naseljeno još od željeznog doba.
U prvom stoljeću stari Rimljani su zauzeli Zadunavlje i stanovništvo je pobjeglo iz tih krajeva i naselilo se na području Kireša.
Poslije su nakon velike seobe naroda na ovo područje došli Avari, o čemu svjedoči pet sela i sedam grobalja pronađenih u iskapanjima 1930-ih.
Prvi pisani dokumenti spominju ovaj grad 1398. Do 1433. je Kõrös neovisnim gradom. Sa 16. stoljećem su došla i turska osvajanja. O napadačima iz Turskog Carstva je 11. travnja 1529. u svom pismu Mihály Pósa upozorio kalačkog biskupa. Za vrijeme turske okupacije je Kireš izgubio dosta svog stanovništva.
Preporod Kireša je djelo obitelji Wattay. Car Svetog Rimskog Carstva Leopold I. im je za njihove zasluge u borbama protiv Turaka dao zemlje u Kirešu i okolici.
19. svibnja 1718. 700 slovačkih seljaka je doselilo u Kireš. Do 1785. je u ovom mjestu živjelo blizu 5 tisuća stanovnika.
U Kirešu se 1. siječnja 1823. rodio mađarski pjesnik Sándor Petőfi.
20. stoljeće je donijelo smrt i glad. Mađarska je izgubila dva svjetska rata, a 1944. ga je okupirala sovjetska vojska.

## Promet
Nalazi se na kečkemetskoj uskotračnoj pruzi, čija je krajnja postaja.

## Stanovništvo
U Kirešu živi 15.063 stanovnika (2001.). Šesti je po veličini grad u županiji.

## Poznate osobe
- Sándor Petőfi, slavni mađarski pjesnik

## Galerija
- Zračni snimak
- Zračni snimak